# Konimeter
En konimeter (från grekiskans κονίς, "konís", puder) är ett instrument för att bestämma halten av små partiklar i luften. Konimetrar används bland annat i gruvor för att undersöka luftens kvalité. Det finns många olika typer av konimetrar som fungerar efter olika principer.

## Typer av konimetrar

### Aitkenräknare
Fysikern John Aitken var en av de första som konstruerade en apparat för att beräkna partikelkoncentrationen i luften. Hans konstruktion kallas för aitkenräknare (engelska: Aitken dust counter). Aitkenräknare utnyttjar samma princip som bildar moln, nämligen att vattenånga kondenserar på små partiklar i luften. Mängden bildade vattendroppar är alltså beroende på antalet kondensationskärnor i luften.
Ett prov från luften blandas med en större mängd partikelfri luft som innehåller vattenånga i en kammare som snabbt kan göras större. När kammaren expanderar snabbt kommer luften i den att kylas adiabatiskt under dess daggpunkt och vattendroppar bildas med partiklarna som kondensationskärnor. En del av dessa vattendroppar landar på en platta med ett fint rutnät. Koncentrationen av vattendroppar räknas med hjälp av ett mikroskop.

### Zeisskonimeter
I Zeisskonimetern dras en liten mängd luft in i en handpump. Luften projiceras sedan på en glasskiva som är täckt med glyceringelé. Dammpartiklarna fastar på glasskivan och antalet partiklar kan sedan räknas i ett mikroskop.